# پینکویلا
پینکویلا (انگلیسی: Pinkvilla) شرکت هندی است که در بخش پلت‌فرم سرگرمی و سبک زندگی به فعالیت می‌پردازد. از ماه ژوئن ۲۰۲۲، این شرکت بیش از ۵۰٬۰۰۰٬۰۰۰ بازدید کننده از وبسایت و اپلیکیشن خود داشته‌است.

## نگاه اجمالی
پینکویلا رویدادهای مربوط به سبک زندگی و سرگرمی را پوشش می‌دهد. موضوعات تحت پوشش آن بالیوود، هالیوود، سینمای جنوب هند و سینمای کره، همچنین مد، غذا، سفر، سلامتی و موارد زیاد دیگری را در بر می‌گیرد. شرکت کام اسکور اعلام کرد که پینکویلا برترین پورتال سرگرمی هند در ماه مارس ۲۰۱۹ بود.